# Швенде
Швенде (нім. Schwende) — колишній округ (громада) в Швейцарії в кантоні Аппенцелль-Іннерроден. 2022 року ввійшла до складу громади Швенде-Рюте.

## Географія
Швенде має площу 57,5 км², з яких на 2,3 % дозволяється будівництво (житлове та будівництво доріг), 45 % використовуються в сільськогосподарських цілях, 32,7 % зайнято лісами, 20,1 % не є продуктивними (річки, льодовики або гори).

## Демографія
2019 року в громаді мешкало 2184 особи (+1,7 % порівняно з 2010 роком), іноземців було 9,7 %. Густота населення становила 38 осіб/км².
За віковим діапазоном населення розподілялося таким чином: 24,1 % — особи молодші 20 років, 59,2 % — особи у віці 20—64 років, 16,6 % — особи у віці 65 років та старші. Було 803 помешкань (у середньому 2,7 особи в помешканні).
Із загальної кількості 1075 працюючих 92 було зайнятих в первинному секторі, 174 — в обробній промисловості, 809 — в галузі послуг.

## Освіта
В громаді є школа. У 2024 році на даху школи встановили сонячні батареї. Перед цим школу із 2014 року утеплювали. Школа на 92% забезпечується енергією від сонячних батарей.https://appenzell24.ch/news/ein-energievoller-schultag/